# Sujiwo Tejo
Sujiwo Tejo (också Sudjiwo Tedjo, född Agus Hadi Sudjiwo 31 augusti 1962 i Jember, Jawa Timur, är en indonesisk skådespelare och manusförfattare.

## Filmografi
- 2005 – Janji Joni
- 2002 – Kafir
- 2001 – Madame Dasima
- 2001 – Telegram